# Румеляна Бончева
Румеляна Бончева Стефанова (болг. Румеляна Бончева Стефанова; нар. 25 квітня 1957, Варна) — болгарська спортсменка, академічна веслувальниця, бронзова призерка Олімпійських ігор з академічного веслування в четвірці парній з рульовим, чемпіонка і призерка чемпіонатів світу.

## Спортивна кар'єра
1977 року на чемпіонаті світу в Амстердамі Бончева завоювала бронзу в змаганнях четвірок парних з рульовою.
На чемпіонаті світу 1978 року в Карапіро у складі команди стала чемпіонкою в змаганнях четвірок парних з рульовою. 
На чемпіонаті світу 1979 стала срібною призеркою в змаганнях четвірок парних з рульовою.
На Олімпійських іграх 1980, за відсутності на Олімпіаді через бойкот ряду команд західних та ісламських країн, Бончева у складі четвірки парної з рульовою у фінальному заїзді прийшла до фінішу третьою, завоювавши разом з подругами Мар'яною Сербезовою, Долорес Наковою, Анкою Баковою та рульовою Анкою Георгієвою бронзову нагороду.